# Representativz
Representativz es un dúo de hip hop, formado por Supreme y Lidu Rock. El dúo ganó fama tras su afiliación con Boot Camp Clik, ya que Lidu Rock es el hermano pequeño de Rock de Heltah Skeltah. El dúo debutó en 1996 en el álbum Nocturnal de Heltah Skeltah, con la canción "The Square [Triple R]". En 1996 aparecieron en el Da Storm de O.G.C. en el tema "Elite Fleet", y en 1997 en For the People de Boot Camp Clik, esta vez en la canción "Watch Your Step". El dúo aparece también en numerosas canciones del álbum Magnum Force de Heltah Skeltah de 1998, y en 1999 en The M-Pire Shrikez Back de O.G.C.. Más tarde, en 1999 lanzaron el álbum Angels of Death en Warlock Records, en el que colaboraban muchos miembros de Boot Camp Clik. El dúo tiene pensado liberar otro álbum en un futuro.

## Discografía
- Angels of Death (1999)